# Bassin Bellegardien (cộng đồng)
La Cộng đồng các xã Bassin Bellegardien là một cộng đồng các xã tọa lạc ở tỉnh của Ain.

## Phân chia đơn vị hành chính
Cộng đồng này bao gồm các xã sau:
1. Bellegarde-sur-Valserine
2. Billiat
3. Champfromier
4. Châtillon-en-Michaille
5. Confort
6. Giron
7. Injoux-Génissiat
8. Lancrans
9. Montanges
10. Plagne
11. Saint-Germain-de-Joux
12. Surjoux
13. Villes